# Atlanta Dream 2023
La stagione 2023 delle Atlanta Dream fu la 16ª nella WNBA per la franchigia.
Le Atlanta Dream arrivarono terze nella Eastern Conference con un record di 19-21. Nei play-off persero al primo turno con le Dallas Wings (2-0).

## Roster
| N° | Naz.                   | Ruolo | Sportivo          | Anno | Alt. | Peso |
| -- | ---------------------- | ----- | ----------------- | ---- | ---- | ---- |
| 00 | Stati Uniti (bandiera) | A     | Naz Hillmon       | 2000 | 188  | 86   |
| 2  | Stati Uniti (bandiera) | G     | Aari McDonald     | 1998 | 168  | 64   |
| 3  | Stati Uniti (bandiera) | G     | Danielle Robinson | 1989 | 175  | 62   |
| 7  | Canada (bandiera)      | A     | Laeticia Amihere  | 2001 | 190  | 83   |
| 8  | Stati Uniti (bandiera) | G     | Taylor Mikesell   | 1999 | 178  | 68   |
| 10 | Stati Uniti (bandiera) | A     | Rhyne Howard      | 2000 | 173  | 74   |
| 12 | Stati Uniti (bandiera) | A     | Nia Coffey        | 1995 | 185  | 83   |
| 13 | Stati Uniti (bandiera) | GA    | Haley Jones       | 2001 | 185  | 84   |
| 15 | Stati Uniti (bandiera) | G     | Allisha Gray      | 1995 | 183  | 75   |
| 18 | Italia (bandiera)      | AC    | Lorela Cubaj      | 1999 | 193  | 90   |
| 21 | Francia (bandiera)     | C     | Iliana Rupert     | 2001 | 193  | 85   |
| 23 | Stati Uniti (bandiera) | G     | Asia Durr         | 1997 | 178  | 68   |
| 25 | Stati Uniti (bandiera) | A     | Monique Billings  | 1996 | 193  | 80   |
| 32 | Stati Uniti (bandiera) | A     | Cheyenne Parker   | 1993 | 193  | 88   |

## Staff tecnico
- Allenatore: Tanisha Wright

- Vice-allenatori: Vickie Johnson, Paul Goriss, Barbara Turner
- Preparatore atletico: Natalie Trotter
- Preparatore fisico: Drew Williams